# Arado Ar 232
El Arado Ar 232 Tausendfüßler («milpies» en alemán) fue un cuatrimotor de transporte pesado de corto alcance diseñado por la firma Arado para la Luftwaffe del Tercer Reich.

## Diseño y desarrollo

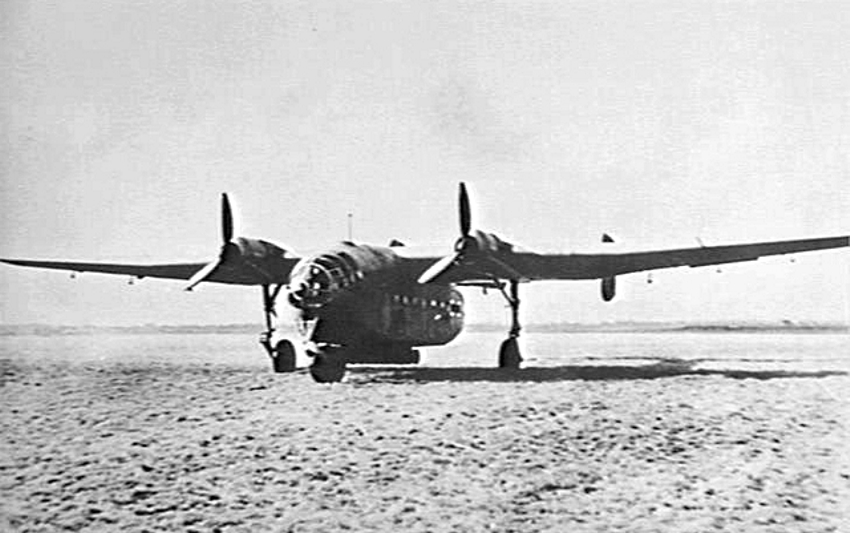
Uno de los diez primeros Arado Ar 232 que estaban equipados con dos motores radiales BMW 801

Era un bimotor (aunque en algunas variantes se le instalaron cuatro motores) de ala alta, bideriva, que podía cargar hasta 4580 kg de carga a poco más de 1000 km de distancia.
El Ar 232 era un diseño innovador, con un fuselaje en forma de contenedor y un larguero de cola que permitía la incorporación de una compuerta, accionada hidráulicamente, en la parte trasera del fuselaje con el objetivo de facilitar la estiba de cargas voluminosas. Otra característica poco común para la época era su tren de aterrizaje triciclo retráctil, cuyas unidades podían «doblarse» para que el fuselaje descansara firmemente sobre una hilera central de once pares de ruedas.
El Ar 232 V1 voló por primera vez en 1941 y al igual que el V2 estaba propulsado por dos motores radiales BMW 801MA de 1600 hp de potencia unitaria. El V3 tenía la envergadura incrementada en 1,7 m para que las alas pudiesen albergar cuatro motores radiales BMW Bramo 232 R-2 de 1200 hp de potencia unitaria. Al V3 le siguieron 19 ejemplares de preserie denominados Ar 232B-0, que fueron utilizados exitosamente en el Frente del Este. Uno de ellos estaba equipado con esquíes para operaciones en terrenos muy nevados y otro estaba propulsado por motores de fabricación francesa Gnome-Rhone 14N.

## Operación Zeppelin
La Kampfgeschwader 200, sección que se ocupaba de las operaciones especiales de la Luftwaffe organizó una de las operaciones más audaces de toda la guerra. La operación Zeppelín (por otros autores denominada Operación Puño de Hierro), realizada en septiembre de 1944, consistió en el vuelo de un Ar 232B trasladando a un equipo que tomaría tierra cerca de Smolensko. Después de aterrizar, debían descargar un grupo de motocicletas que llevaría a los agentes a Moscú. Su misión era asesinar a Iósif Stalin. Este intrépido plan se frustró cuando el avión se estrelló al intentar aterrizar en una pista demasiado corta, siendo capturados enseguida los agentes.

## Especificaciones técnicas

### Características generales
- Tripulación: 4
- Longitud: 23,52 m
- Envergadura: 33,50 m
- Altura: 5,69 m
- Superficie alar: 142,60 m²
- Peso vacío: 12 802 kg
- Peso máximo al despegue: 21 125 kg
- Planta motriz: 4× motor radial BMW Bramo 232R-2.
  - Potencia: 895 kW 1200 cv cada uno.

### Rendimiento
- Velocidad nunca excedida (Vne): 340 km/h 4600 m
- Velocidad crucero (Vc): 290 km/h 2000 m
- Alcance: 1062 km
- Radio de acción: 1738 km
- Techo de vuelo: 8000 m

### Armamento
- Armas de proyectiles: 
- 1 ametralladora MG 131 en el morro
- 1 cañón MG 151 en la torreta dorsal
- 2 ametralladoras MG 131 en posición trasera 
- 8 ametralladoras MG34 montadas en la ventanas lateral cuando transportaba infantería

### Secuencias de designación
- Sistema de designación aeronaves del RLM: ← Ho 229 · DFS 230 · Ar 231 · Ar 232 ·  Ar 233 · Ar 234 · Do 235 →

### Listas relacionadas
- Anexo:Aeronaves militares de Alemania en la Segunda Guerra Mundial